# Matabeleland septentrional
Le Matabeleland septentrional est une province à l'Ouest du Zimbabwe. Sa capitale est la ville de Lupane.
Il couvre une superficie de 75 025 km2. Sa population s'élevait à 744 841 habitants en 2017. 
Il est séparé de la Zambie par le fleuve Zambèze, où se trouvent notamment les chutes Victoria et est frontalier avec le Botswana.

## Subdivisions
Le Matabeleland septentrional est divisé en sept districts :
- District de Binga
- District de Bubi
- District de Hwange
- District de Lupane
- District de Nkayi
- District de Tsholotsho
- District d'Umguza